# 室塚一也
室塚 一也（むろづか かずや、1964年11月20日 - 、北海道上ノ国町生まれ）は、アトランタパラリンピック車いすマラソン銀メダリスト。国内初のプロ車いすランナー。現在は、第一線を退き、日本身体障害者陸上競技連盟の強化委員会委員を務める。

## 来歴・人物
1986年、21歳の時、車で出勤中に飛び出してきた動物を避けようとして転落事故を起こして脊髄を損傷、車椅子生活となった。
美唄市の北海道立リハビリテーションセンターに入所し、リハビリで車椅子スポーツを始め、やり投げや100m走に取り組んでいたが、1988年京都で開催された全国身体障害者スポーツ大会の車いすマラソンに感動し、練習を開始。1990年にはフルマラソン初挑戦となるはまなす全国車いすマラソンで7位に入賞した。
1994年、車いすメーカーや地元の電気会社などのスポンサーを得て、日本初のプロ車いすマラソンランナーとなった。
同1994年の第14回大分国際車いすマラソンでは日本人初の表彰台となる3位に入賞し、翌1995年の同大会では日本記録を樹立。1996年のアトランタパラリンピックでは銀メダルを獲得した。
また、1995年からトレーニングの一環としてシットスキーを始め、1996年の長野パラリンピックのクロスカントリー代表にも選出されたが、大会直前に体調を崩して欠場した。

## パラリンピック
- 1996年　アトランタパラリンピック　車いすマラソン　銀メダル
- 2000年　シドニーパラリンピック　車いすマラソン　7位

（アップダウンの多いコースで、軽量な日本人ランナーは下りでスピードが出せないため不利だったと言われており、女子の畑中和も金メダルを逃している）

## 主な記録
- 1994年　第14回大分国際車いすマラソン　3位（日本人1位）
- 1995年　第15回大分国際車いすマラソン　3位（日本人1位）
- 1996年　第16回大分国際車いすマラソン　4位（日本人2位）
- ホノルルマラソン　優勝
- 1997年　第17回大分国際車いすマラソン　3位（日本人1位）
- 第11回東京車椅子マラソン　優勝
- はまなす車いすマラソン　優勝
- 1998年　第18回大分国際車いすマラソン　6位（日本人1位）
- 1999年　第19回大分国際車いすマラソン　6位（日本人1位）
- はまなす車いすマラソン　優勝
- 2000年　第20回大分国際車いすマラソン　3位（日本人1位）
- 第14回東京車椅子マラソン　優勝
- 2001年　第21回大分国際車いすマラソン　9位（日本人1位）
- 第15回東京車椅子マラソン　優勝
- はまなす車いすマラソン　優勝
- 2002年　第22回大分国際車いすマラソン　10位（日本人4位）
- はまなす車いすマラソン　優勝

## 関連書籍
- パラリンピック物語　ISBN 4947648651
- ケンタウロス、走る!―車椅子レーサーたちのシドニー・パラリンピック　ISBN 4163569308
- いつの日か…―挑戦するアスリートたちの物語　ISBN 4894535327